# Henrik Möller

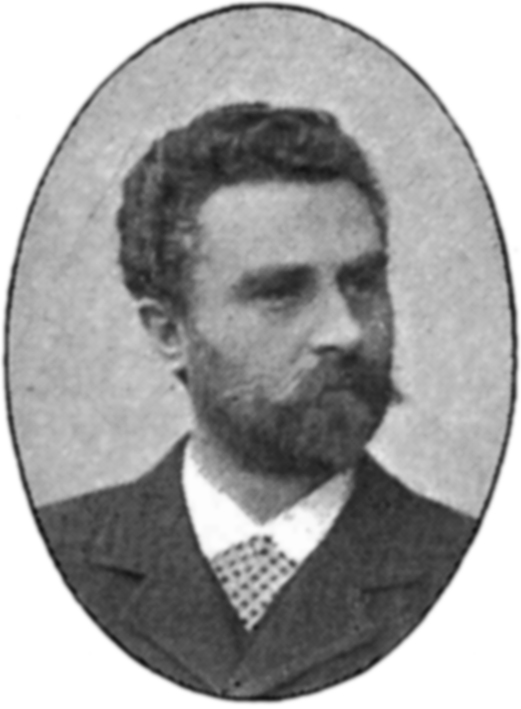
Henrik Möller (1852-1918).

Carl Johan Henrik Möller, född den 13 november 1852 i Kristianstad, död den 24 april 1918 i Stockholm, var en svensk sångare, körledare och musiklärare.
Möller inskrevs 1871 vid Lunds universitet där han avlade en fil kand 1877, varefter han fick anställning som musiklärare och (från 1883) även adjunkt i franska och engelska vid stadens läroverk (nuvarande Katedralskolan). Vid sidan om detta var han i två omgångar, 1876–1885 och 1890–1891, en stridbar anförare för Lunds Studentsångförening. Som ledare för denna gjorde sig Möller känd för en repertoarförskjutning från den traditionella studentikosa stamrepertoaren till mer ambitiösa verk som Max Bruchs Frithiof och Felix Mendelssohns Antigonekörer, något som inte upptogs odelat positivt av den lokala publiken och kritiken. Möller var också ledare för stadens musiksällskap samt 1876–1882 chormästare i Sällskapet CC.
Möller var associerad ledamot av Musikaliska Akademien och erhöll såväl Litteris et Artibus som Vasaorden för sin musikaliska gärning. Han avled i Stockholm men begravdes i Lund.